# Annolesie (Łódź)
Pour les articles homonymes, voir Annolesie.
Annolesie (prononciation [annɔˈlɛɕɛ]) est un village de la gmina de Rusiec, du powiat de Bełchatów, dans la voïvodie de Łódź, situé dans le centre de la Pologne.
Il se situe à environ 5 kilomètres à l'ouest de Rusiec (siège de la gmina), 33 kilomètres à l'ouest de Bełchatów (siège du powiat) et 66 kilomètres au sud-ouest de Łódź (capitale de la voïvodie).

## Administration
De 1975 à 1998, le village était attaché administrativement à l'ancienne voïvodie de Sieradz.

Depuis 1999, il fait partie de la nouvelle voïvodie de Łódź.